# 多良見町
多良見町（たらみちょう）は、長崎県西彼杵郡にあった町。
2005年（平成17年）3月1日に諫早市、森山町、飯盛町、高来町、小長井町と合併。新生諫早市の一部となった。

## 沿革
- 1889年（明治22年）4月1日 - 町村制施行により、西彼杵郡喜々津村、大草村、伊木力村がそれぞれ単独村制にて成立する。
- 1955年（昭和30年）2月11日 - 喜々津村、大草村、伊木力村が合併し、多良見村が発足。
- 1965年（昭和40年）11月23日 - 町制施行し多良見町となる。
- 2005年（平成17年）3月1日 - 諫早市、森山町、飯盛町、高来町、小長井町と合併して、新しい諫早市となり[1]、多良見町は自治体として消滅。

## 姉妹都市
- 蘇州市平江区（中華人民共和国）

## 地名
旧喜々津村・旧大草村は「名」を、旧伊木力村は「郷」をそれぞれ行政区域とする。大字は無し。
諫早市（初代）などとの新設合併時に「名」「郷」の文字を削除し、旧来の名・郷の名称に「多良見町」を冠称した町名に変更された。
旧喜々津村
- 市布名
- 囲名
- 木床名（きどこ）
- 化屋名（けや）[3]
- 中里名
- 西川内名

旧大草村
- 西園名
- 野副名
- 東園名
- 元釜名

旧伊木力村
- 佐瀬郷
- 野川内郷
- 舟津郷
- 山川内郷

## 交通

### 鉄道
- 九州旅客鉄道（JR九州）
  - 長崎本線
    - （新線）喜々津駅 - 市布駅
    - （旧線）喜々津駅 - 東園駅 - 大草駅

### 道路

#### 高速道路・有料道路
- 長崎自動車道
  - 長崎多良見インターチェンジ
- 長崎バイパス

#### 一般道路
- 国道34号
- 国道57号
- 国道207号
- 長崎県道33号長崎多良見線

## 観光・名所
- のぞみ公園
- 琴ノ尾公園（烽火台跡）
- 旧長崎街道
- 西川内虚空蔵山公園
- 桜並木（国道207号線古川）
- なごみの里運動公園
- 諫早市サッカー場
- 伊木力遺跡 - 日本最古である縄文前期の桃の種が出土。九州で唯一、縄文時代の丸木舟（早期～前期）も出土[4]。